# Altare di san Giovanni Battista
L'Altare di san Giovanni Battista è un dipinto a tempera e oro su tavola (275x180 cm) di Giovanni del Biondo, databile al 1360 circa e conservato nella Collezione Contini Bonacossi della Galleria degli Uffizi a Firenze.

## Storia
L'opera proviene da una delle cappelle Ginori in San Lorenzo, dove si trovava addossato alla parete sotto un fregio con gigli fiorentini. Qui, nel 1757, la vide Giuseppe Richa, che la descrisse come "tavola alla greca sull'asse in campo d'oro, rappresentante san Giovanni Battista, circondata da varie storiette della vita del detto santo". Vi fu probabilmente rimossa nel 1862 in occasione della ridecorazione e immessa nel mercato antiquario. Negli anni venti del Novecento passò all'asta dell'American Art Association di New York, attribuita all'Orcagna. Venne intercettata in seguito sul mercato da Alessandro Contini-Bonacossi, restando nella sua collezione personale finché non venne ceduta agli Uffizi dagli eredi.

## Descrizione e stile
L'opera, di dimensioni monumentali, mostra al centro San Giovanni Battista a tutta figura secondo una tipologia che affonda le sue radici nelle prime rappresentazioni di san Francesco tra le sue storie nel XIII secolo. Il santo è rappresentato prendendo a modello l'iconografia dell'Arcangelo Michele vittorioso sul drago, cioè trionfante su Erode che si trova sotto i suoi piedi con un cartiglio. Anche il Battista tiene un cartiglio con la tipica frase biblica "EGO VOX CLAMANTIS IN DESERTO". Erode si riconosce anche nella vicina scena del Banchetto, a destra. La figura frontale del Battista è legata all'influenza dell'Orcagna, maestro di Giovanni.
In alto la cuspide è riquadrata da due cherubini e un serafino e ai lati si trovano dieci storie della vita del santo, più basse nella predella, con un'undicesima storia al centro in basso rappresentante la Discesa al Limbo, che sottolinea l'apoteosi di Giovanni Battista come Precursore di Cristo. Esse sono dall'alto in basso, da sinistra a destra:
- Annuncio della nascita di Giovanni Battista a Zaccaria
- Visitazione
- Nascita del Battista
- Imposizione del nome al Battista
- San Giovannino nel deserto
- Predicazione del Battista nel deserto
- Battesimo di Cristo
- Banchetto di Erode
- Decapitazione di San Giovanni Battista
- Salomè porta la testa del Battista a Erodiade

La gamma cromatica, come tipico nelle opere di Giovanni del Biondo, è così ricca e variata, che fece spendere a Mario Salmi le parole di "vivace, festaiolo", riferite al prolifico allievo dell'Orcagna.